# Aÿ-Champagne
Aÿ-Champagne község Franciaország Grand Est régiójában, Marne megyében. Új községként 2016. január 1-jén jött létre Aÿ, Mareuil-sur-Ay és Bisseuil korábbi község egyesítésével.

## Népesség
| Lakosok száma | 5889 | 5592 | 5451 | 5309 | 5250 | 5197 | 5148 |
|               | 2015 | 2017 | 2018 | 2019 | 2020 | 2021 | 2022 |